# Cassida atrata
Cassida atrata — жук підродини щитоносок з родини листоїдів.

## Поширення
Зустрічається в Центральній і Південно-східній Європі, Північної Італії та Туреччини.